# Jon Azkueta Castro
Jon Azkueta Castro   (Usansolo, 3 de maig de 1998) és un novel·lista, mestre i actor basc.

## Biografia
Jon Azkueta va néixer en Usánsolo (País Basc) el 3 de maig de 1998. Va estudiar el grau en educació primària en la Universitat del País Basc. Ha treballat com a mestre i com a llibreter.
Va començar a escriure en la plataforma Wattpad, on escrivia històries i relats. Amb setze anys va escriure 69 segons per a conquistar-te, que va publicar en Wattpad i va tenir una notòria repercussió. Després va publicar Fugint del vici, també en Wattpad, que va començar a escriure amb 18 anys i va començar sent un relat, però va continuar desenvolupant-se fins a convertir-se en una novel·la. Va començar a escriure Fugint del vici en l'estiu de 2016, mentre estiuejava en Trespaderne (Burgos), lloc que és l'escenari de la història. En total les seves novel·les acumulen gairebé tres milions de lectors en Wattpad. Va guanyar el Premi Watty en 2017 i en 2020.
A causa de l'èxit de les seves novel·les en Wattpad, les novel·les 69 segons per a conquistar-te i Fugint del vici van ser adquirides per l'editorial Crossbooks del Grupo Planeta per a la seva publicació en paper.
L'any 2024 es va publicar la novel·la L'últim començar el dia d'agost publicada en Wattpad i en paper. A diferència de les seves anteriors novel·les, que va escriure en la seva etapa adolescent, L'últim començar el dia d'agost va ser la primera novel·la escrita en la seva adultesa.
A més d'escriptura, Azkueta també es va formar com a actor i guionista. Va estudiar a l'Escola d'Art Dramàtic Ànima Eskola, on es va formar en teatre amb Sandra Tejero. En 2014 va participar en el muntatge escènic Miau, Miau, teatre musical basat en Cats, dirigit per la directora d'escena espanyola Sandra Tejero i representat en el Teatre Campos Elíseos (Bilbao). En 2014 va coprotagonitzar la sèrie Mucha Mierda!, al costat de Unai Elizalde o Naroa Capel, interpretant el paper d'Iker, una comèdia romàntica en el món del teatre, dirigida per Eriz Cerezo i Iker Mendaza. Actualment continua formant-se com a guionista de cinema.

## Llibres

### Publicats en paper
- 2022, 69 segons per a conquistar-te, Crossbooks (Planeta)
- 2023, Fugint del vici, Crossbooks (Planeta)
- 2024, L'últim començar el dia d'agost, Crossbooks (Planeta)

### En Wattpad
- Fotre…un altre mort més
- Verony
- La llibreria de la Ria
- Rewind X
- Fugint del vici
- 69 segons per a conquistar-te

## Filmografia

### Teatre
- 2014, Miau, Miau (teatre musical), dir. Sandra Tejero[17]

### Sèries
- 2014, Mucha Mierda!, (Personatge - Iker)[18]

## Premis
- 2020, Premi Watty (Wattpad)
- 2017, Premi Watty (Wattpad)